# Река Объяснения
Река Объясне́ния — река на юге Приморского края, протекает по территории города Владивостока. По реке Объяснения проходит административная граница между Ленинским (правый берег) и Первомайским (левый берег) районами города. Длина реки — 6,2 километра, площадь бассейна — 13,3 км².
Берёт начало на западных склонах Центрального хребта полуострова Муравьёва-Амурского, течёт в западном направлении, впадает в бухту Золотой Рог Японского моря.
Русло реки узкое, овражистое, сложено песчано-галечниковыми грунтами. Долина реки пойменная, к ней примыкает крупнохолмистая местность с относительными высотами 100—140 м. В верховьях долина поросла кустарником. Дно в верховьях реки галечно-гравелистое, берега имеют высоту 0,6 — 1,2 м. Деформация русла незначительная, в городской черте русло искусственно спрямлено и покрыто бетонными плитами. Питание реки преимущественно дождевое. На его долю приходится более 80 % годового стока, питание за счёт подземных вод — менее 20 %.
В летнее время часты паводки, в среднем 6—8 за сезон, вызываемые в основном интенсивными продолжительными дождями. Подъём воды в реке быстрый, амплитуда колебания уровня воды — до 2-х метров. Пойма во время паводков затопляется на 100—120 м в ширину, образуя местами большие скопления воды.
После того, как в 1970 году в верховьях реки построили Владивостокскую ТЭЦ-2, вода в реке Объяснения перестала замерзать, также не замерзает бухта Золотой Рог, что улучшает условия судоходства.

## Название реки
Существует городская легенда о происхождении названия реки:
Много лет назад, когда Владивосток был маленький, а долина реки живописная (конец XIX — начало XX века), в выходные дни сюда приезжали молодые люди со своими девушками, где объяснялись им в своих чувствах…

## Галерея

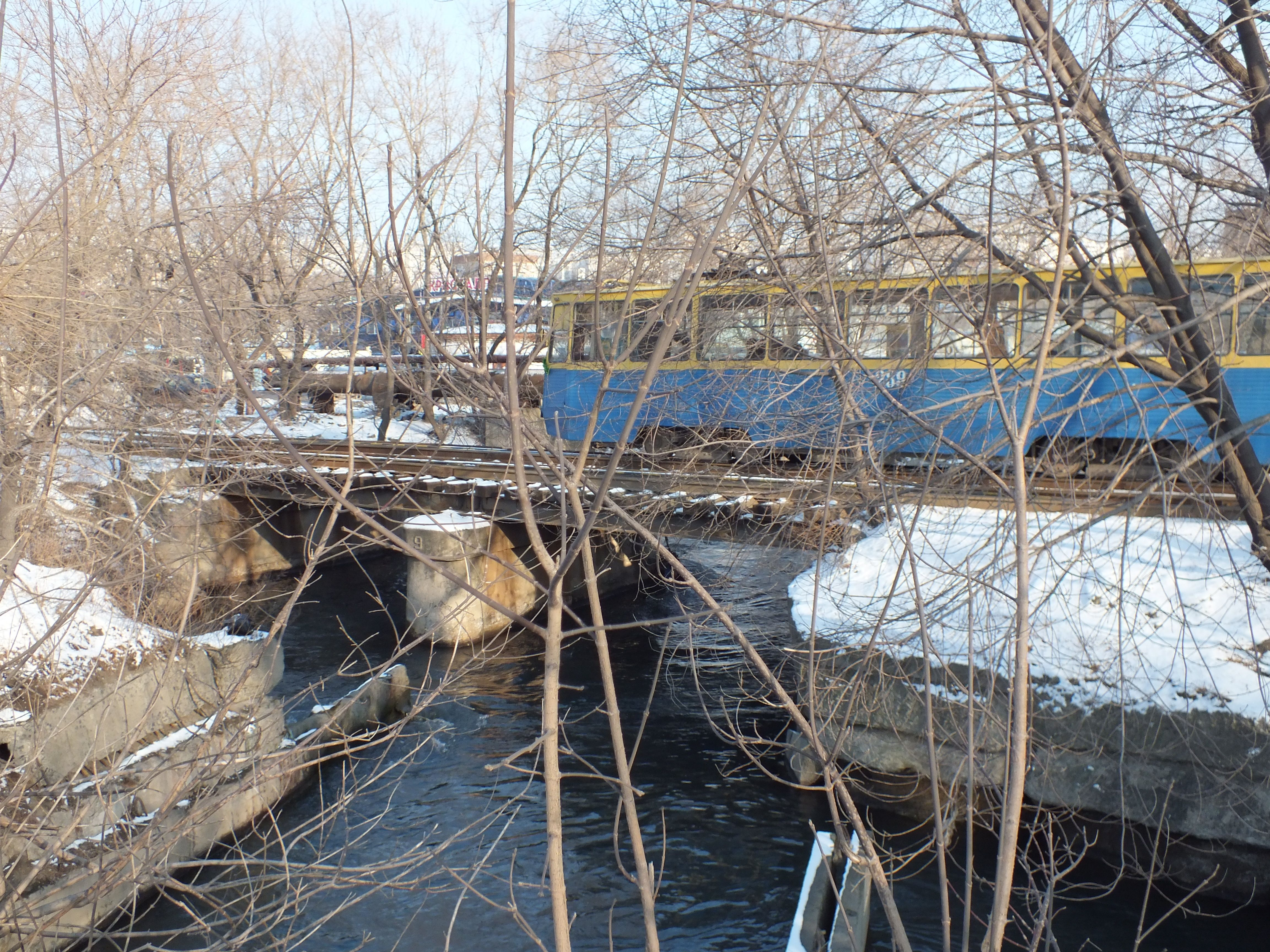
Владивостокский трамвай на мосту через реку Объяснения. На фото слева — Ленинский район (правый берег), на фото справа — Первомайский район (левый берег)
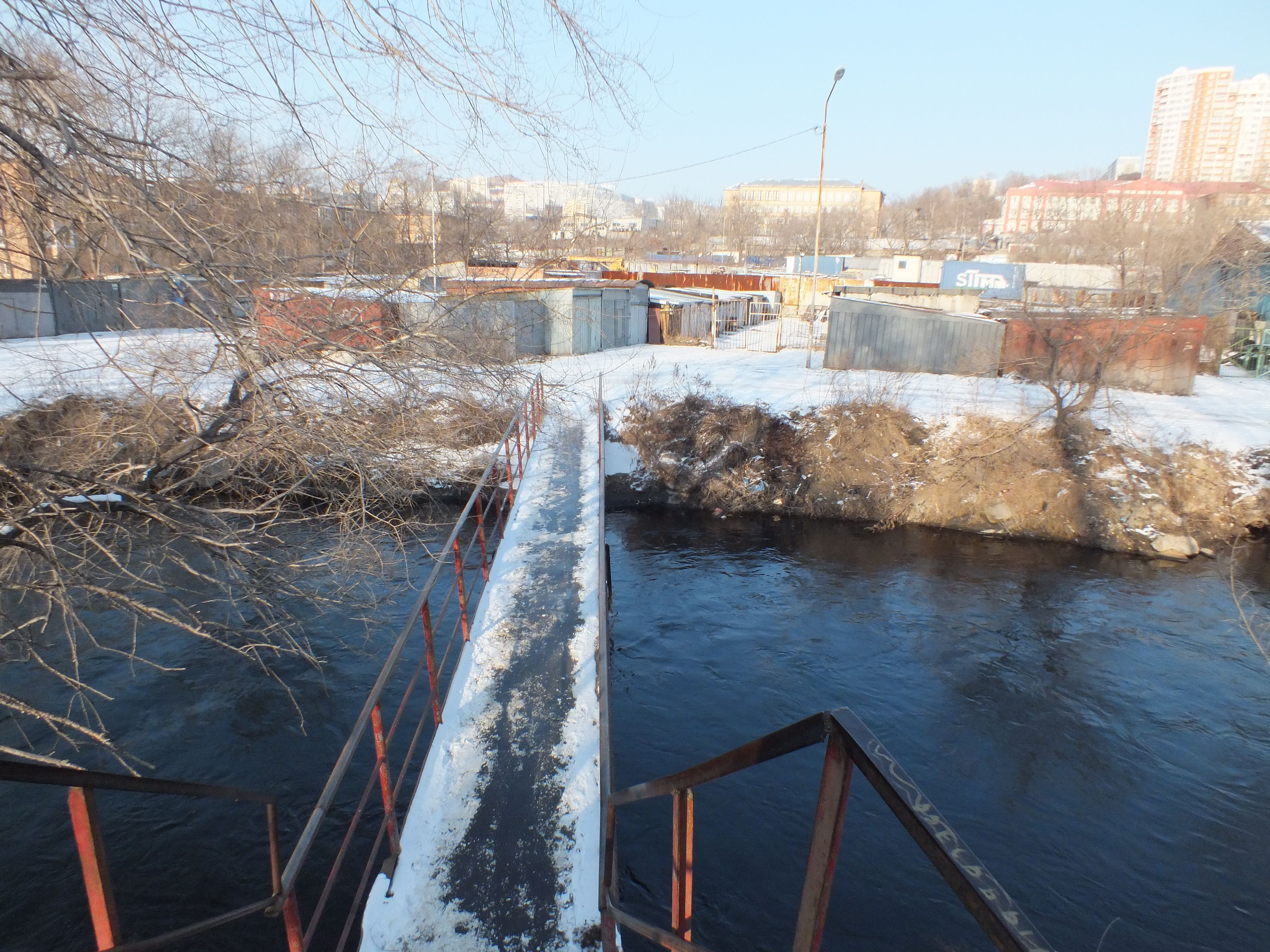
Пешеходный мостик из Первомайского в Ленинский (на другом, правом берегу) район